# Anomiopus mourai
Anomiopus mourai là một loài bọ cánh cứng trong họ Bọ hung (Scarabaeidae).